# Tenuiphantes nigriventris
Tenuiphantes nigriventris es una especie de araña araneomorfa del género Tenuiphantes, familia Linyphiidae. La especie fue descrita científicamente por L. Koch en 1879.
El prosoma es de color grisáceo oscuro, con patas amarillas. La especie se distribuye por el norte de Europa, Rusia (Europa al Lejano Oriente), Kazajistán, China y Japón.